# Wienerbarnet (film fra 1924)
 For alternative betydninger, se Wienerbarnet. (Se også artikler, som begynder med Wienerbarnet)
Wienerbarnet er en film instrueret af A.W. Sandberg.